# Lylah
Lylah, née le 1er mai 1988 à Paris, est une chanteuse française de R'n'B et de zouk, originaire de la Martinique et de la Guadeloupe. Elle fait partie du groupe Les Déesses, surtout connu pour son tube de l'été 2007, On a changé, et dont elle est la principale vocaliste. En 2008, à 19 ans, elle obtient son baccalauréat et, après la séparation du groupe, se lance dans une carrière solo. Son premier album solo, Avec ou sans toi, sort le 9 novembre 2009.

## Carrière solo
Après la séparation des Déesses en juillet 2008, à la suite de désaccords avec leur producteur de l'époque, Kaysha, Lylah s'associe avec ceux qui lui permettent de produire son futur et premier album solo, au sein du label Nouvelle Donne.
Son premier single Ne t'arrête pas est présenté à l'été 2009, samplant Holiday de Madonna. Celui-ci passe inaperçu.
Deux nouvelles compositions sont alors envoyées aux radios : Le blues des tours, en featuring avec le rappeur marseillais Soprano, puis, en octobre, Touche pas, avec la participation de l'artiste ragga-dancehall Lord Kossity. S'ensuit ensuite Tsunami, morceau qu'elle écrit elle-même et dont le clip est tourné sur une plage en Côte d'Ivoire.
Le 9 novembre 2009 sort l'album Avec ou sans toi, qui contient des collaborations avec Mathieu Edward, Soprano, Krys et Admiral T, avec à l'écriture Kamnouze, qui était également à l'origine de la plupart des titres présents sur l'album du groupe, Saveurs exotiques.
Juste avant la sortie de son album Avec ou sans toi, un featuring avec un artiste anglais du nom de Jay Sean est présenté, Ride it, qui reste numéro 1 pendant plusieurs semaines sur les radios d'Île-de-France, ainsi qu'un autre featuring dans l'album de Singuila Moi moi moi.

## Discographie

### Albums
- 2009 : Avec ou sans toi (FR : #173)

### Singles
- 2009 : Ne t'arrête pas
- 2009 : Touche pas (feat. Lord Kossity) (single promotionnel)
- 2010 : Tsunami (single promotionnel)
- 2012 : Nouvelles histoires (feat. Téva)
- 2015 : Près de toi

### Autres collaborations
- 2007 : Reste bien assis[2] - Admiral T, Soumbil et Lylah (sur l'album Coupé Décalé Mania)
- 2008 : Avec ou sans toi[3] - Kamnouze feat. Lylah (sur l'album Sensations Suprêmes)
- 2009 : Ma confiance[4] - Akil feat. Lylah (sur l'album Salem)
- 2009 : Moi, moi, moi[5] - Singuila feat. Lylah (sur l'album Ça fait mal)
- 2012 : Nouvelle Histoire[6] - Randy Plasma feat. Lylah (single promotionnel)
- 2013 : Femmes Fatales 3[7] - Kénédy et Lylah (single)
- 2015 : Mine - Lylah feat. Lola Rae (single)
- 2022 : La Fête - Barack feat. Tayc, Lylah, Megaski, Ocevne et Titai (sur l'album Black House)

## Vidéographie
- 2006 : Tous les mêmes (Les Déesses feat. Anofela et Top One Frisson)
- 2007 : On a changé (Les Déesses)
- 2007 : Danse avec moi (Les Déesses feat. Papa Tank)
- 2008 : Saveurs exotiques (Les Déesses feat. Myma Mendhy)
- 2009 : Avec ou sans toi (Kamnouze feat. Lylah)
- 2009 : Ne t'arrête pas
- 2009 : Tsunami
- 2010:  Pour le  meilleur
- 2011:  Mon bébé
- 2013: Femmes fatales 3 (en collaboration avec Kénédy)
- 2013: Un homme un vrai
- 2013: Comme un signe (Les Déesses)
- 2015: Près de toi
- 2015: Mine (feat. Lola Rae)
- 2017 : No Be Joke